# Leif Berggren (fotbollsspelare)
Leif Bertil Fredrik Berggren, född 16 januari 1924 i Lundby församling, död 3 november 1991 i Biskopsgårdens församling, var en svensk fotbollsspelare (anfallare).
Berggren spelade i slutet av 1940-talet för Lundby IF, och efter att hösten 1949 ha varit aktuell för Örgryte IS värvades han under vintern i stället av IFK Malmö. Han fann sig emellertid inte tillrätta i Skåne och gick i april 1950, utan att ha hunnit representera Malmökamraterna, i stället till Gais. Han åkte med Gais A-lag på en utlandsturné till Malta vintern 1951/1952, men fick annars framför allt spela med klubbens B-lag och debuterade i Allsvenskan först hösten 1954, då han vid 30 års ålder spelade en enda allsvensk match. Våren 1955 gick han till Sävedalens IF.